# Шийківка
Ши́йківка — село в Україні, у Борівській селищній громаді Ізюмського району Харківської області. Населення становить 559 осіб станом на 01.01.2015. До 2020 орган місцевого самоврядування — Борівська селищна рада.

## Географія
Село Шийківка знаходиться на річці Борова. Нижче за течією примикає до смт Борова. На річці кілька загат.

## Історія
1785 — дата першої писемної згадки.
Село постраждало внаслідок геноциду українського народу, проведеного урядом СССР в 1932—1933 роках, кількість встановлених жертв у Боровій та Шийківці — 693 людини.
12 червня 2020 року, відповідно до Розпорядження Кабінету Міністрів України № 725-р «Про визначення адміністративних центрів та затвердження територій територіальних громад Харківської області», увійшло до складу Борівської селищної громади.
19 липня 2020 року, в результаті адміністративно-територіальної реформи та ліквідації Борівського району, увійшло до складу Ізюмського району Харківської області.
Ввечері 22 вересня 2024 року по селу російськими військами було завдано авіаудару керованою авіабомбою, внаслідок чого виникла пожежа у господарській споруді та були поранені 76-річний чоловік і 64-річна жінка.

## Населення

### Мова
Розподіл населення за рідною мовою за даними перепису 2001 року:
| Мова       | Кількість | Відсоток |
| ---------- | --------- | -------- |
| українська | 662       | 89.58%   |
| російська  | 77        | 10.42%   |
| Усього     | 737       | 100%     |

## Економіка
- В селі є кілька молочно-товарних ферм.
- Сільськогосподарське ТОВ «ШИЙКІВСЬКЕ».

## Об'єкти соціальної сфери
- Школа
- Фельдшерсько-акушерський пункт.
- Сільський клуб

## Відомі люди
- Дудник Микола Леонідович — депутат Верховної Ради УРСР 11-го скликання.